# Megarctosa
Genre
Megarctosa est un genre d'araignées aranéomorphes de la famille des Lycosidae.

## Distribution
Les espèces de ce genre se rencontrent en Afrique, en Asie et en Europe du Sud.

## Liste des espèces
Selon World Spider Catalog (version 25.0, 23/03/2024) :
- Megarctosa aequioculata (Strand, 1906)
- Megarctosa argentata (Denis, 1947)
- Megarctosa caporiaccoi Roewer, 1960
- Megarctosa gobiensis (Schenkel, 1936)
- Megarctosa naccai Caporiacco, 1948

## Systématique et taxinomie
Ce genre a été décrit par Caporiacco en 1948 dans les Lycosidae.

## Publication originale
- Caporiacco, 1948 : « L'arachnofauna di Rodi. » Redia, vol. 33, p. 27-75.